# Eröffnungsrennen Leonding
L'Eröffnungsrennen Leonding est une course autrichienne qui se déroule au mois de mars dans la localité de Leonding. Créée en 1961, cette compétition marque habituellement le coup d'envoi de la saison cycliste en Haute-Autriche. Elle se tient sur un circuit légèrement vallonné, qui est parcouru à plusieurs reprises par les participants,. 
La course masculine chez les élites accueille généralement diverses équipes continentales. En 2012 et 2021, l'organisation ouvre respectivement la participation aux hommes de catégorie junior et aux femmes. Les amateurs et masters disposent également de leur propre épreuve. 
En 2020, l'Eröffnungsrennen devait célébrer sa soixantième édition. La pandémie de Covid-19 conduit cependant à son annulation. Elle fait néanmoins son retour dès 2021.

## Palmarès

### Hommes
| Année | Vainqueur              | Deuxième               | Troisième              |
| ----- | ---------------------- | ---------------------- | ---------------------- |
| 1961  | Walter Malicek         |                        |                        |
| 1962  | Egon Salettinger       |                        |                        |
| 1963  | Robert Csenar (de)     |                        |                        |
| 1964  | Heinz Hruschka         |                        |                        |
| 1965  | Egon Hammer            |                        |                        |
| 1966  | Günther Binder         |                        |                        |
| 1967  | Roman Humenberger      |                        |                        |
| 1968  | Rudolf Mitteregger     |                        |                        |
| 1969  | Rolf Eberl (de)        |                        |                        |
| 1970  | Heinz Oberst           |                        |                        |
| 1971  | Franz Bachmaier        |                        |                        |
| 1972  | Robert Csenar (de)     |                        |                        |
| 1973  | Johann Summer          |                        |                        |
| 1974  | Siegfried Seitinger    |                        |                        |
| 1975  | Erwin Ritter           |                        |                        |
| 1976  | Leo Karner             |                        |                        |
| 1977  | Johann Summer          |                        |                        |
| 1978  | Robert Csenar (de)     |                        |                        |
| 1979  | Peter Muckenhuber (de) |                        |                        |
| 1980  | Johann Lienhart        |                        |                        |
| 1981  | Willi Lauscha          |                        |                        |
| 1982  | Paul Popp              |                        |                        |
| 1983  | Leo Karner             |                        |                        |
| 1984  | Peter Muckenhuber (de) |                        |                        |
| 1985  | Peter Muckenhuber (de) |                        |                        |
| 1986  | Andreas Blümel         |                        |                        |
| 1987  | Peter Muckenhuber (de) |                        |                        |
| 1988  | Wolfgang Hofer         |                        |                        |
| 1989  | Alfred Oszvold         |                        |                        |
| 1990  | Paul Popp              |                        |                        |
| 1991  | Paul Popp              |                        |                        |
| 1992  | Paul Popp              |                        |                        |
| 1993  | Mario Traxl (de)       |                        |                        |
| 1994  | Dietmar Hauer (de)     |                        |                        |
| 1995  | Markus Pinggera        |                        |                        |
| 1996  | Franz Stocher          |                        |                        |
| 1997  | Franz Stocher          |                        |                        |
| 1998  | Arno Kaspret           |                        |                        |
| 1999  | Josef Lontscharitsch   |                        |                        |
| 2000  | František Trkal        |                        |                        |
| 2001  | Zdeněk Mlynář          |                        |                        |
| 2002  | Arno Kaspret           |                        |                        |
| 2003  | Radovan Husár          | Pavel Martínek         | Adam Homolka           |
| 2004  | René Weissinger        | Patrick Riedesser (de) | Pascal Hungerbühler    |
| 2005  | Roland Wafler          | Peter Pichler (de)     | Patrick Riedesser (de) |
| 2006  | Peter Pichler (de)     | Adam Homolka           | Paul Kasis             |
| 2007  | Adam Homolka           | Jan Bárta              | Stefan Rucker          |
| 2008  | Aldo Ino Ilešič        | Martin Riška           | Adam Homolka           |
| 2009  | Clemens Fankhauser     | Andreas Dietziker      | Riccardo Zoidl         |
| 2010  | Josef Benetseder       | Erik Hoffmann          | Reto Hollenstein       |
| 2011  | Matej Marin            | Petr Lechner           | Christoph Sokoll       |
| 2012  | Riccardo Zoidl         | Tobias Erler           | Jure Golčer            |
| 2013  | Riccardo Zoidl         | Jure Golčer            | Patrik Tybor           |
| 2014  | Josef Benetseder       | Gregor Mühlberger      | Felix Großschartner    |
| 2015  | Felix Großschartner    | Gregor Mühlberger      | Jan Tratnik            |
| 2016  | Stephan Rabitsch       | Daniel Auer            | Daniel Schorn          |
| 2017  | Riccardo Zoidl         | Patrick Schelling      | Matej Mugerli          |
| 2018  | Markus Eibegger        | Stephan Rabitsch       | Riccardo Zoidl         |
| 2019  | Daniel Auer            | Nicolas Dalla Valle    | Stephan Rabitsch       |
| 2020  | annulé                 | annulé                 | annulé                 |
| 2021  | Moran Vermeulen        | Pirmin Benz            | Jonas Rapp             |
| 2022  | Daniel Turek           | Felix Ritzinger        | Daniel Federspiel      |
| 2023  | Riccardo Verza         | Riccardo Zoidl         | Antoine Berlin         |
| 2024  | Jaka Primožič          | Sebastian Schönberger  | Marco Schrettl         |
| 2025  | Riccardo Zoidl         | Giacomo Ballabio       | Marco Schrettl         |

### Femmes
| Année | Vainqueur          | Deuxième          | Troisième        |
| ----- | ------------------ | ----------------- | ---------------- |
| 2021  | Verena Eberhardt   | Jarmila Machačová | Gabriela Thanner |
| 2022  | Petra Zsankó       | Lydia Ventker     | Corinna Lechner  |
| 2023  | Katharina Fox (de) | Nela Slaníková    | Lydia Ventker    |
| 2024  | Corinna Lechner    | Petra Zsankó      | Patricie Srnská  |
| 2025  | Katharina Sadnik   | Lea Fuchs         | Elisa Winter     |

### Juniors Hommes
| Année | Vainqueur           | Deuxième               | Troisième         |
| ----- | ------------------- | ---------------------- | ----------------- |
| 2012  | Alexander Wachter   | Patrick Bosman         | Gregor Mühlberger |
| 2013  | Alexander Wachter   | Benjamin Brkic         | Tobias Wauch      |
| 2014  | Benjamin Brkic      | Marcel Huber           | Juraj Bellan      |
| 2015  | Gregor Matija Černe | Lukas Reckendorfer     | Marcel Neuhauser  |
| 2016  | Christian König     | Mario Gamper           | Felix Gall        |
| 2017  | Florian Kiener      | Vojtěch Sedlacek       | Petr Klabouch     |
| 2018  | Paul Bleyer         | Valentin Götzinger     | Kilian Rietzler   |
| 2019  | Linus Rosner        | Maximilian Schmidbauer | Leslie Lührs      |
| 2020  | annulé              | annulé                 | annulé            |
| 2021  | Cian Uijtdebroeks   | Luis-Joe Lührs         | Emil Herzog       |
| 2022  | Gergő Magyar        | Cian Hampton           | Primož Kirbiš     |
| 2023  | Robert Kobr         | Jakub Elbadri          | Juraj Vrbik       |
| 2024  | Zsombor Balogh      | Johannes Kosch         | Adam Mrocek       |
| 2025  | Valentin Hofer      | Boldizsár Zsembery     | Heimo Fugger      |